# Професионална гимназия по туризъм и хранително-вкусови технологии „Алеко Константинов“
ПГТХВТ „Алеко Константинов“ е средно училище в град Търговище, община Търговище. Разположено е на адрес: бул. „29 януари“ № 10. В него учат ученици от 8 до 12 клас. То е с държавно финансиране. Обучението се извършва в 1 учебна смяна, сутрин. От 2018 г. директор на училището е Йордан Шиваров.

## История
Идеята за създаване на професионално училище се ражда през 1960 г., когато по предложение на ОНС отдел Народна просвета и с нареждане на Министерството на образованието и науката се сформират две паралелки от 72 ученици с двугодишен курс на обучение – ПТУ / Професионално техническо училище / по хлебопроизводство. Приемът на учениците е от Североизточна България, от Търговищки, Разградски, Шуменски, Толбухински, Русенски, Силистренски и Великотърновски окръзи. Тогава нуждите от такива кадри за окръга, както и за останалите е била голяма.

## Директори
Директори на училището през годините са:
- Стоян Стоилов Иванов (1960 – 1961)
- Кирил Спасов (1961 – 1965)
- Тихомир Тихолов (1965 – 1987)
- Русанка Петрова (1987 – 1989)
- Донка Грозева (1989 – 1991)
- инж. Димитър Димитров (1991 – 1992)
- инж. Пенка Димитрова (1992 – 2003)
- инж. Илия Беров (2003 – 2018)
- Йордан Шиваров (от 2018 г.)[2]

## Специалности
- Производство на алкохолни и безалкохолни напитки
- Организация на хотелиерството
- Производство и обслужване в заведенията за хранене и развлечения
- Производство на хляб, хлебни и сладкарски изделия
- Мениджмънт в туризма